# Edward C. Stokes

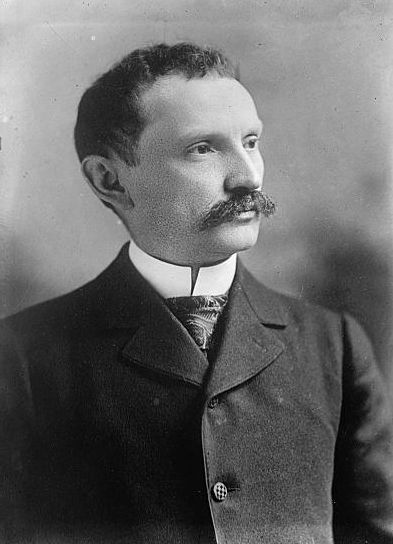
Edward C. Stokes

Edward Casper Stokes, född 22 december 1860, död 4 november 1942, var en amerikansk politiker och guvernör i New Jersey från 1905 till 1908.

## Tidigt liv
Stokes föddes i Philadelphia, Pennsylvania, 1860. Han gick på Friends School i Rhode Island och tog examen från Brown University 1883.

## Politisk karriär
Stokes var medlem av Republikanerna. Han valdes till New Jerseys parlament 1891 och var ledamot av New Jerseys senat för Cumberland County mellan 1893 och 1901. Han valdes till guvernör hösten 1904 och efterträdde Franklin Murphy på posten den 17 januari 1905. Han satt kvar till den 21 januari 1908, då han efterträddes av partikamraten John F. Fort.
Stokes första försök att bli amerikansk senator skedde 1902, sedan William Joyce Sewell avlidit, men han förlorade republikanska nomineringen till John F. Dryden. Stokes vann Republikanernas primärval till USA:s senat med liten marginal. Detta var två år innan senatorer blev direktvalda, Demokraterna kontrollerade delstatens parlament och Stokes blev besegrad.
Han var återigen Republikanernas kandidat till guvernörsposten 1913, men förlorade mot James F. Fielder. Från 1919 till 1927 var han ordförande för New Jerseys Republikanska kommitté. Han kandiderade åter för att bli amerikansk senator 1928, men kom trea i Republikanernas primärval efter Hamilton F. Kean och Joseph Frelinghuysen. Han var valledare för Republikanerna i New Jersey det året.
Stokes var verkställande direktör för Mechanics National Bank i Trenton och ordförande för New Jersey Bankers Association. Han förlorade mycket av sin egen förmögenhet i kraschen på aktiemarknaden och 1939 röstade New Jerseys parlament för att ge honom en pension på 2 500 $ om året. Stokes tackade nej till pengarna och tog i stället ett arbete på delstatens informationskontor.
Stokes avled den 4 november 1942, 81 år gammal. Han är begravd på Mount Pleasant Cemetery i Millville, New Jersey.